# Schlacht von Tapae
Tapae war der Schauplatz zweier Schlachten in den Kriegen zwischen dem Volk der Daker und dem expandierenden Römischen Reich unter den Kaisern Domitian (81–96) und Trajan (98–117).

## Tapae und das dakische Kernland
Das Kernland Dakiens war für die Römer vor allem über zwei Routen erreichbar (Jordanes, Getica 12,74): Der westliche Hauptzugang verlief über Tapae, welches den Engpass des Bistra Tales mit dem  Eisernen-Tor-Pass an seinem Ostende umfasste. Der südliche Zugang verlief über Boutae, den Roten-Turm-Pass (der Durchbruch des Alutus/Olt durch die Südkarpaten). Weitere von Jordanes nicht erwähnte Zugänge stellten das mittlere Mureş-Tal und der Vulkanpass dar. Verteidiger, die sich in diesen Pässen verschanzten, waren nur schwer zu besiegen. Im Jahr 86 oder 87 kam es unter Cornelius Fuscus zu einer katastrophalen römischen Niederlage am Roten-Turm-Pass und in anderen Fällen reichten die römischen Kräfte nach erfolgreichen Durchbrüchen nicht mehr für größere Kampagnen im dakischen Kernland.

Die römische Provinz Dakien bis zum Tode Trajans. Tapae (nicht eingezeichnet) befindet sich zwischen Tibiscum und der später errichteten Colonia Ulpia Traiana Sarmizegetusa.

## Schlachten von Tapae
- Im Jahr 88 erhielt der Statthalter von Moesia superior (Obermösien), Tettius Julianus, von Domitian den Auftrag das Reich des Dakerfürsten Decebalus mit dem Zentrum um Sarmizegetusa (Regia) zu unterwerfen. Für den Feldzug wurden 4 Legionen und zahlreiche Auxiliarverbände aufgeboten.[1] Die gewählte Marschroute sollte von Viminatium zuerst nach Norden zum Banater Gebirge und von dort aus in östlicher Richtung zum Bistra Tal und damit über Tapae nach Sarmizegetusa führen. Decebalus stellte sich den Römern bei Tapae, verlor aber die Schlacht. Domitian nahm in der zweiten Jahreshälfte drei imperatorische Akklamationen an. Dies deutet darauf hin, dass Tettius Julianus nach seinem Sieg bei Tapae weitere Erfolge im dakischen Kernland erringen konnte. Der Feldzug wurde jedoch entweder wegen der fortgeschrittenen Jahreszeit oder der Erschöpfung der römischen Truppen abgebrochen, ohne dass Sarmizegetusa erobert worden war.[4][8] Die Friedensgesuche des Decebalus lehnte Domitian zu diesem Zeitpunkt jedoch noch ab.[8] Nachdem die Römer im folgenden Jahr jedoch in zusätzliche Auseinandersetzungen mit den Markomannen und Quaden verwickelt wurden, sah sich Domitian dann doch zu einem Friedensschluss gezwungen. Dieser beinhaltete, dass Decebalus den Status eines Vasallenkönigs annahm, dafür jedoch mit Geld, Waffen und dem Transfer von ziviler und militärischer Technologie bezahlt wurde.

- Im Jahr 101 eröffnete Trajan seinen ersten Dakerkrieg mit insgesamt 7 Legionen sowie zahlreichen Auxiliarverbänden und Vexillationen.[9] Es war vorgesehen, dass ein Teil dieses Heeres über das Mureş-Tal in das dakische Kernland vorstoßen und ein weiterer den Vulkanpass bedrohen sollte. Die untermösischen Truppen standen bereit um den dakischen Siedlungsraum in den Südkarpaten entlang des Olt anzugreifen.[10] Die Hauptstreitmacht um Trajan, die immer noch ca. 45.000 Mann umfasst haben dürfte,[11] sollte auf derselben Route wie Tettius Julianus von Viminatium über Tapae nach Sarmizegetusa vorstoßen. Erneut stellte sich Decebalus den Römern bei Tapae, was die einzige Feldschlacht in diesem Teil des Feldzuges bleiben sollte. Als sich wieder eine dakische Niederlage abzeichnete, zog Decebalus seine Truppen geordnet zurück. Die Römer stießen anschließend über den Eisernen-Tor-Pass vor und errichteten dort ein großes Lager (an der Stelle der späteren Colonia Ulpia Traiana Sarmizegetusa[12]). Die Einnahme Sarmizegetusas sollte jedoch auch in diesem Feldzug nicht gelingen, denn zur gleichen Zeit griffen andere dakische Verbände und die mit ihnen verbündeten Roxolanen die römische Provinz Mösien an.[13] Damit war für Trajan in diesem Jahr nicht mehr an weitere Eroberungen zu denken.

## Ausgang der Dakerkriege
Obwohl das Manöver des Decebalus, in Mösien eine zweite Front zu eröffnen, sehr geschickt war, konnte er die Römer nicht mehr aus seinem Kernland vertreiben. Nachdem im Jahr 102 ein Kompromissfrieden mit den Römern geschlossen worden war, sollte sein verkleinertes Reich noch gut vier Jahre Bestand haben, bis es im 2. Dakerkrieg Trajans im Jahr 106 endgültig unterging und als die Provinz Dacia (106–271) in das römische Reich integriert wurde.